# Здравко Попов (философ)
Вижте пояснителната страница за други личности с името Здравко Попов.
Здравко Василев Попов е български философ, дипломат и университетски преподавател.

## Биография
Роден е в Бургас. Завършва философия и психология в Софийския държавен университет (1972 – 1976). Защитава докторска дисертация на тема „Митът като философски проблем“ (1994). Специализира в областта на хуманитарните науки в Университета „Ла Сапиенца“ в Рим (1982 – 1983); в областта на външната политика и дипломацията във Вашингтон, САЩ (1991); в областта на политиката за сигурност в Отава, Канада (1992); в областта на публичната политика в Лондон, Великобритания (2005).
Учител по философия в Националната гимназия за древни езици и култури (1988 – 1990).
Редовен преподавател в Софийския университет от 1977 до 2017 г. Доцент по философия от 1997. Хоноруван преподавател в НАТФИЗ „Кръстьо Сарафов“ (1984 – 1990), Югозападния университет „Неофит Рилски“ в Благоевград (1995 – 2000) и Нов български университет (2000 – 2003).
Бил е външнополитически съветник на Президента на България д-р Желю Желев (1990 – 1992). Член на Централната комисия за борба с малолетната престъпност към Министерския съвет (1999 – 2001). Член на Съвета по евроатлантическа и европейска интеграция към Президента на България г-н Георги Първанов (2002 – 2006).
Основател и председател на борда на директорите на радио-телевизия „7 дни“ (1993 – 1994).
Президент на УНИЦЕФ България (1997 – 2003).
Основател и директор на Дипломатическия институт към Министерството на външните работи (2003-2006).
От 2005 г. до 2006 г. е национален представител в Направляващия комитет на Колежа по европейска сигурност и отбрана в Брюксел и член на борда на директорите на Института за изследвания на сигурността на ЕС в Париж.
Извънреден и пълномощен посланик на Република България в Чешката република от 30 май 2006 до 30 юли 2010 г.
Главен редактор на сп. „Дипломация“ от 2012 г. Президент на Института за публична политика от 2012 г.

## Признание и награди
- Орден „Франсиско де Миранда“, получен от Президента на Венецуела (1992)
- „Лавров венец“ (сребърен), получен от Министъра на външните работи (2007)
- Медал „Св. св. Кирил и Методий“ (златен), получен от Духовния глава на Чешката и Словашката православна църква (септември 2010)
- Голям военен кръст (Militare Ordine del Collare di Santa Agata dei Paterno) (октомври 2012)
- Distinguished Fellow на Ню Уестминстър Колидж, Ванкувър, Канада (април 2013)